# Turgon (Charente)
 Turgon  es una comuna y población de Francia, en la región de Poitou-Charentes, departamento de Charente, en el distrito de Confolens y cantón de Champagne-Mouton.
Su población en el censo de 1999 era de 85 habitantes.
Está integrada en la Communauté de communes du Confolentais .

## Demografía
| 174 | 134 | 129 | 112 | 110 | 85 |
| Para los censos de 1962 a 1999 la población legal corresponde a la población sin duplicidades (Fuente: INSEE [Consultar]) |     |     |     |     |    |